# 大都督 (拜占庭)

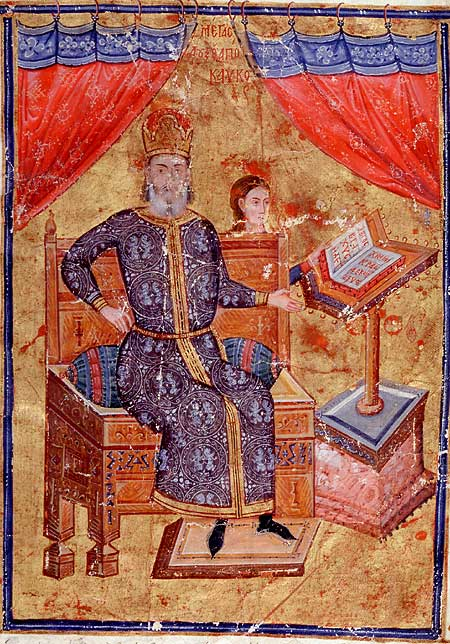
拜占庭帝國大都督阿历克塞·阿波考寇斯

大都督（希臘語：μέγας δούξ）是晚期拜占庭帝國最高等级的头衔之一。在外文文献中，有时也用该词的半拉丁化写法megaduke或者megadux。希腊词希臘語：（拉丁化：mega）意为“大”，而“都督”（希臘語：δούξ）之称呼源自罗马时代，原意为“领导人”或“将领”。

## 參看
- 等级制度
- 贵族等级
- 拜占庭政府机构和贵族等级